# Triplaris
Triplaris – rodzaj roślin z rodziny rdestowatych (Polygonaceae). Obejmuje 19 gatunków. Rośliny te występują w tropikach na kontynentach amerykańskich od południowego Meksyku po południową Brazylię i Paragwaj. Są to drzewa, z pędami wewnątrz pustymi, zasiedlanymi przez mrówki.
Rośliny te uprawiane są jako ozdobne dla okazałych, barwnych kwiatostanów, efektownych zwłaszcza w czasie owocowania. Wykorzystywane jest też ich drewno, zwłaszcza gatunku T. weigeltiana.

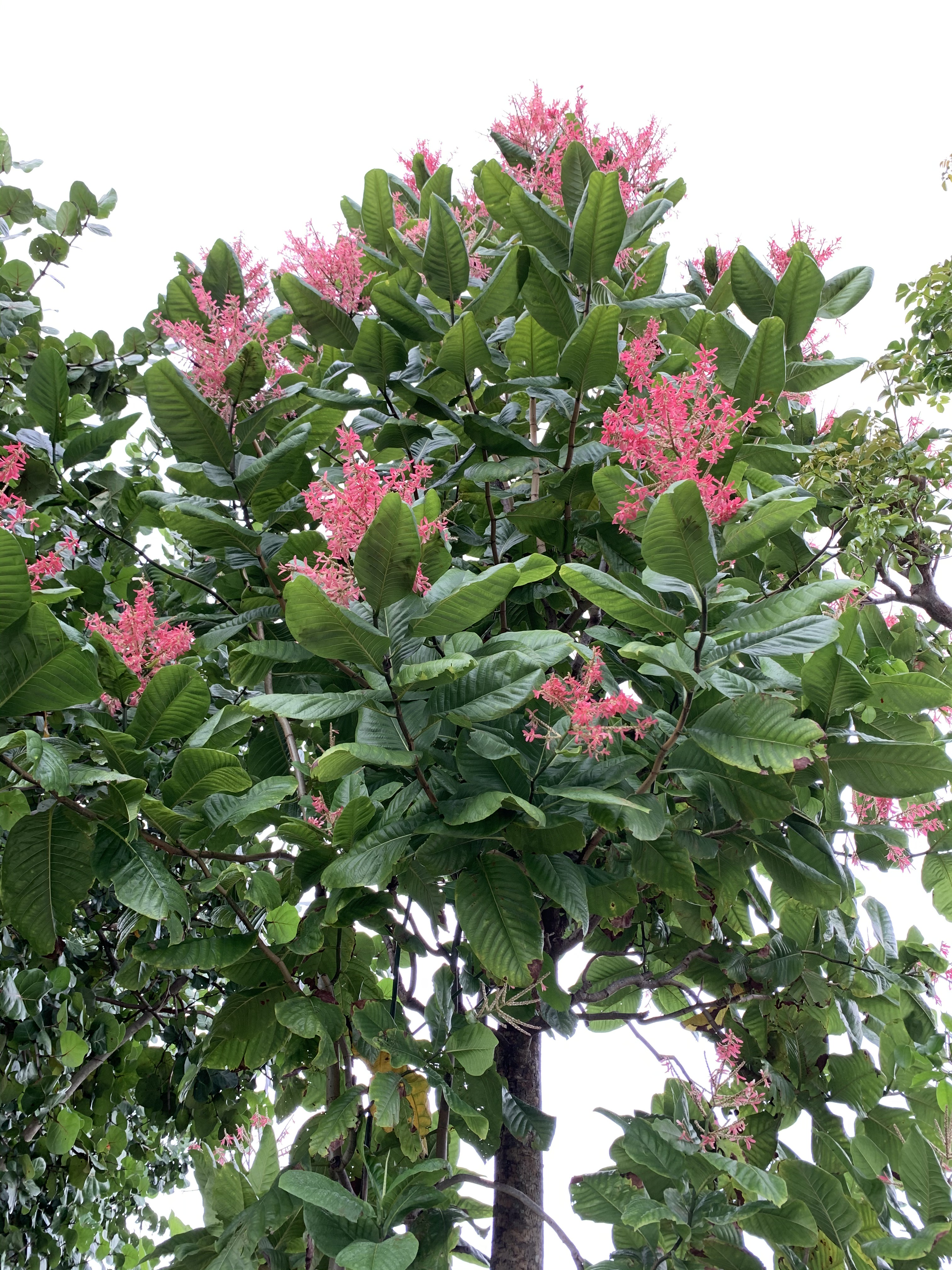
Triplaris weigeltiana

## Morfologia
PokrójDrzewa z korą łuszczącą się i odpadającą. Pędy podłużnie kreskowane, wewnątrz dęte.
LiścieSkrętoległe, okazałe.
KwiatyZebrane w okazałe kwiatostany wiechowate wyrastające w kątach liści i na szczytach pędów. Kwiaty są jednopłciowe (rośliny są dwupienne). Kwiaty męskie skupione po 3–5, kwiaty żeńskie rozwijają się pojedynczo w węzłach kwiatostanu. Listki okwiatu kwiatów żeńskich silnie powiększają się i czerwienieją w czasie owocowania.
OwoceNiełupki zamknięte w trwałym, dłuższym od nich okwiecie, z listkami okwiatu pełniącymi funkcję skrzydełek.

## Systematyka
Pozycja systematyczna
Rodzaj z podrodziny Eriogonoideae z rodziny rdestowatych (Polygonaceae).
Wykaz gatunków
- Triplaris americana L.
- Triplaris caracasana Cham.
- Triplaris cumingiana Fisch. & C.A.Mey.
- Triplaris dugandii Brandbyge
- Triplaris efistulifera Britton ex Rusby
- Triplaris fulva Huber
- Triplaris gardneriana Wedd.
- Triplaris longifolia Huber
- Triplaris mato-grossensis Brandbyge
- Triplaris melaenodendron (Bertol.) Standl. & Steyerm.
- Triplaris moyobambensis Brandbyge
- Triplaris peruviana Fisch. & C.A.Mey.
- Triplaris physocalyx Brandbyge
- Triplaris poeppigiana Wedd.
- Triplaris punctata Standl.
- Triplaris purdiei Meisn.
- Triplaris setosa Rusby
- Triplaris vestita Rusby
- Triplaris weigeltiana (Rchb.) Kuntze